# Konya wa kokoro dake daite
Konya wa kokoro dake daite (今夜は心だけ抱いて?), noto anche con il titolo internazionale Hugging the Heart Only Tonight, è una serie televisiva giapponese del 2014.

## Trama
Ryosuke Masaoka ha vissuto con la figlia Miu da quando la moglie l'ha lasciato, tuttavia, a causa di un urgente viaggio d'affari, è costretto a chiedere alla moglie Toko di prendersi temporaneamente cura di lei. Improvvisamente, le due si svegliano l'una nel corpo dell'altra.